# Reggie Cross
Reginald Gene Cross, detto Reggie (Fort Lauderdale, 12 agosto 1966), è un ex cestista statunitense, professionista in Spagna, Francia e Turchia.

## Carriera
È stato selezionato dai Philadelphia 76ers al secondo giro del Draft NBA 1989 (44ª scelta assoluta).

## Statistiche

### College
| Anno      | Squadra            | PG | PT | MP   | TC%  | 3P%  | TL%  | RP  | AP  | PRP | SP  | PP   |
| --------- | ------------------ | -- | -- | ---- | ---- | ---- | ---- | --- | --- | --- | --- | ---- |
| 1987-1988 | Hawaii R. Warriors | 29 | -  | 33,9 | 47,7 | 50,0 | 73,0 | 8,6 | 1,1 | 1,1 | 0,2 | 15,7 |
| 1988-1989 | Hawaii R. Warriors | 30 | 30 | 33,6 | 52,9 | -    | 76,7 | 8,1 | 1,0 | 1,4 | 0,6 | 18,6 |
| Carriera  | Carriera           | 59 | 30 | 33,7 | 50,6 | 50,0 | 74,9 | 8,3 | 1,0 | 1,3 | 0,4 | 17,2 |

## Palmarès
- All-USBL First Team (1992)